# Egor Balazeïkine
Egor Balazeïkine est un lycéen russe condamné par un tribunal militaire de Saint-Pétersbourg pour avoir attaqué des bureaux de recrutement militaire pour l'invasion russe de l'Ukraine.

## Biographie

### Profil
Egor Balazeïkine est passionné d’histoire et de karaté, il souffre depuis l’âge de 8 ans d’une hépatite auto-immune, maladie incurable et grave, qui a empiré depuis sa détention, en février.

### Attaque des bureaux de recrutement
L'attaque a eu lieu en février 2023. L'adolescent de 16 ans a jeté un cocktail Molotov sur les portes du bureau de recrutement militaire de Kirov, à proximité de son village de la région de Saint-Pétersbourg. Il explique son geste par son opposition à la guerre en Ukraine : « Je suis arrivé à la conclusion que je ne pourrais jamais approuver la présence des forces armées russes sur le territoire de l’Ukraine. J’ai essayé d’en parler autour de moi, d’aider les gens à prendre conscience de cela. Mais j’ai compris que les discussions étaient inutiles et j’ai voulu agir autrement. ».

### Procès et condamnation
Egor Balazeïkine a été condamné à 6 ans de prison pour « tentative d’acte terroriste dans le but de déstabiliser les institutions de l’Etat ».
Il declare lors de son procès : « La personne qui m’est le plus proche, ma mère, voudrait qu’on m’acquitte. Mais je ne demande pas l’acquittement – ma conscience me jugera. Six ans, huit ans, ça n’a pas d’importance… Nous ferons les comptes dans l’autre monde. (…) On me dit d’être patient et que tout ira bien dans notre pays. Mais est-ce vraiment le cas ? Deux ans ont passé et je ne vois toujours pas le lien entre Marioupol bombardée et ce qui passe dans ma petite maison. Et même si tout cela permettait de rénover nos villes, d’ouvrir des salles de sport, le prix serait-il acceptable ? Des vies… La date du 24 février est devenue pour moi plus importante que celle de mon anniversaire. Je sais que je vais aller en prison, mais si je suis coupable d’une chose, c’est d’avoir été indifférent… Au début, tout cela m’était égal, ce qui revient à soutenir [la guerre] ».